# Leśniczówka (Świdnik)
Leśniczówka – część miasta Świdnika, w województwie lubelskim, w powiecie świdnickim. Znajduje się w zachodniej części miasta, pośród obszernego kompleksu leśnego, zwanego Lasem Świdnickim lub Rejkowizną.